# Pliospalax macoveii
Espèce
Synonymes
- † Prospalax macoveii Simionescu, 1930

Pliospalax macoveii est une espèce éteinte de rongeurs de la famille des Spalacidae.

## Distribution et époque
Ce rat-taupe a été découvert en Roumanie et en Turquie. Il vivait à l'époque du Pliocène.

## Taxinomie
Cette espèce a été décrite pour la première fois en 1930 par le paléontologue roumain Ion Simionescu (1873-1944). Elle a porté le nom de Prospalax macoveii.

## Publication originale
Simionescu, 1930 : « Vertebratele Pliocene de la Mǎluşteni (Covurlui) ». Academia Românǎ, Publicaţiile Fondului « Vasile Adamachi », vol. 9, no 49, p. 1-69 (consulté le 25 octobre 2013).